# Blow the Whistle (сингл)
«Blow the Whistle» — перший сингл з Blow the Whistle, тринадцятого студійного альбому оклендського репера Too Short. Приспів пісні складається з повторюваних кілька разів слів «blow the whistle», після котрих можна почути серію свистків. На композицію існує відеокліп.
Під час матчів серії плей-оф НБА 2008 р. між Клівленд Кавальєрс та Вашингтон Візардс Jay-Z записав на біт пісні фрістайл «Playoff». У ньому він відповідає на негативні коментарі Дешона Стівенсона в адресу Леброна Джеймса. Найджер Морґан з Мілвокі Брюерс і Дерек Джетер з Нью-Йорк Янкіз використовували пісню як інтро під час своїх виходів на подачу.

## Чартові позиції
| Чарт (2006)                             | Найвища позиція |
| --------------------------------------- | --------------- |
| США (Hot R&B/Hip-Hop Songs) (Billboard) | 70              |
| США (Rap Songs) (Billboard)             | 21              |